# Cheiracanthium rupicola
Cheiracanthium rupicola là một loài nhện trong họ Miturgidae.
Loài này thuộc chi Cheiracanthium. Cheiracanthium rupicola được Tord Tamerlan Teodor Thorell miêu tả năm 1897.